# Steve Duke sr.
Steve Duke sr. (Melbourne, 13 december 1949) is een Australische darter. Zijn bijnaam is "Dukey" of "The Duke". Zijn zoon Steve Duke jr. is ook een dartsspeler. 

## Carrière
Duke sr. speelde op de World Professional Darts Championship 1999. Hij won in de eerste ronde van Steve Beaton uit Engeland met 3-0. In de tweede ronde won hij van Marshall James uit Wales met 3-1. In de kwartfinale verloor Duke sr. van Raymond van Barneveld met 1-5. Op de World Professional Darts Championship 2000 won Duke sr. in de eerste ronde van Sean Palfrey uit Wales met 3-2. In de tweede ronde verloor hij van Mervyn King uit Engeland met 0-3. Op de World Professional Darts Championship 2004 won Duke sr. in de eerste ronde van Albertino Essers met 3-1. In de tweede ronde verloor Duke sr. van Ritchie Davies uit Wales met 0-3. Op de World Darts Trophy 2003 won hij in de eerste ronde van Tony O'Shea uit Engeland met 3-1. In de tweede ronde verloor hij van Colin Monk uit Engeland met 1-3. Op de World Darts Trophy 2004 verloor Duke sr. in de eerste ronde van Tony O'Shea met 0-3. Ook speelde Duke sr. voor Team Australië op de WDF World Cup.

## World Championship-resultaten

### BDO
- 1999: Kwartfinale (verloren van Raymond van Barneveld 1-5)
- 2000: Laatste 16 (verloren van Mervyn King 0-3)
- 2004: Laatste 16 (verloren van Ritchie Davies 0-3)

### WDF

#### World Cup
- 1997: Laatste 16 (verloren van Colin Rice met 2-4)
- 1999: Laatste 32 (verloren van Raymond van Barneveld met 2-4)
- 2003: Kwartfinale (verloren van Jarkko Komula met 2-4)